# Tour des Flandres féminin 2011
La 8e édition du Tour des Flandres féminin a lieu le 3 avril 2011. C'est la deuxième épreuve de la Coupe du monde. L'épreuve est remportée par la Néerlandaise Annemiek van Vleuten. Rétrospectivement, c'est la dernière édition avec l'arrivée à Meerbeke.

## Équipes
| Équipes féminines professionnelles (23)- AA Drink-leontien.nl - Abus Nutrixxion - Alriksson - Go:Green - Bizkaia-Durango - Colavita Forno d'Asolo - Diadora-Pasta Zara - Dolmans Landscaping - Garmin-Cervélo - Gauss - GSD Gestion - Hitec Products-UCK - HTC-Highroad Women - Kleo Ladies - Kuota Speed Kueens - Lotto Honda - Mcipollini-Giordana - Nederland Bloeit - SC Michela Fanini Rox - Tibco-To the Top - Top Girls-Fassa Bortolo - Topsport Vlaanderen 2012-Ridley - Vaiano Solaristech - Vienne Futuroscope Équipes nationales (4)- Australie - Canada - Danemark - Pays-Bas |
| |

## Parcours
La course démarre d'Audenarde. Le premier mont, le Rekelberg, est monté au bout de vingt kilomètres, mais la course ne débute véritablement qu'au kilomètre quarante-huit avec le Vieux Quaremont. À partir de là, les monts s'enchaînent en continu jusqu'au mur de Grammont, traditionnel juge de paix de l'épreuve, au kilomètre cent quatorze. La dernière ascension de l'épreuve est le Bosberg situé à douze kilomètres de l'arrivée qui est placée à Meerbeke.
Douze monts sont au programme de cette édition, pour la plupart recouverts de pavés :
| Mont | Nom             | Km    | Revêtement | Longueur (m) | Pente moyenne | Km de l'arrivée |
| ---- | --------------- | ----- | ---------- | ------------ | ------------- | --------------- |
| 1    | Rekelberg       | 20,7  | asphalte   | 800          | 4,0 %         | 109,4           |
| 2    | Vieux Quaremont | 47,9  | pavés      | 2 200        | 4 %           | 88,2            |
| 3    | Kortekeer       | 55,2  | asphalte   | 1 000        | 6,4 %         | 74,9            |
| 4    | Steenbeekdries  | 58,7  | pavés      | 700          | 5,3 %         | 71,4            |
| 5    | Taaienberg      | 61,0  | pavés      | 530          | 6,6 %         | 69,1            |
| 6    | Eikenberg       | 66,3  | pavés      | 1 200        | 6,2 %         | 63,8            |
| 7    | Molenberg       | 81,4  | pavés      | 463          | 7,0 %         | 48,7            |
| 8    | Leberg          | 88,5  | asphalte   | 950          | 4,2 %         | 41,6            |
| 9    | Valkenberg      | 96,7  | asphalte   | 540          | 8,1 %         | 33,4            |
| 10   | Tenbosse        | 104,0 | asphalte   | 450          | 6,9 %         | 26,1            |
| 11   | Mur de Grammont | 114,3 | pavés      | 475          | 9,3 %         | 15,8            |
| 12   | Bosberg         | 118,2 | pavés      | 980          | 5,8 %         | 11,8            |

En plus des traditionnels monts, il y a six secteurs pavés :
| Secteur | Nom                | Km   | Longueur (m) | Km de l'arrivée |
| ------- | ------------------ | ---- | ------------ | --------------- |
| 1       | Mariaborrestraat   | 56,8 | 2 000        | 73,3            |
| 2       | Holleweg (nl)      | 66,3 | 1 500        | 63,8            |
| 3       | Ruitersstraat (nl) | 69,3 | 800          | 60,8            |
| 4       | Kerkgate           | 72,5 | 1 500        | 57,6            |
| 5       | Jagerij            | 72,9 | 800          | 57,2            |
| 6       | Haaghoek (nl)      | 85,2 | 2 000        | 44,9            |

### Favorites
Quatre anciennes vainqueurs sont au départ : Grace Verbeke, Judith Arndt, Ina-Yoko Teutenberg et Nicole Cooke. Emma Pooley vient de remporter le Trofeo Alfredo Binda mais ses qualités sur les pavés sont limitées. Marianne Vos est la favorite principale de la course qu'elle n'a jamais remporté. La sprinteuse Kirsten Wild, la spécialiste des classiques Emma Johansson comptent également parmi les favorites. Les outsiders sont : Noemi Cantele, Chantal Blaak, Giorgia Bronzini et Martine Bras.

## Récit de la course
Tout au long de la course, une sélection s'opère. Ainsi dans l'Eikenberg, elles ne sont plus que vingt-cinq dans le peloton de tête. Au kilomètre quatre-vingt-cinq, Sarah Düster s'échappe, cela permet à ses coéquipières de s'économiser. Elle est ensuite rejointe par Ludivine Henrion. Lieselot Decroix est en poursuite mais ne parvient pas à combler l'écart. Sarah Düster et Ludivine Henrion comptent jusqu'à trois minutes d'avance sur le peloton. La poursuite est menée par Emma Pooley. Dans le mur de Grammont, Ludivine Henrion ne peut suivre Düster qui se trouve seule à l'avant. Elle est reprise à deux kilomètres de la ligne d'arrivée. Tatiana Antoshina contre et est marquée par Annemiek van Vleuten. Sachant que sa coéquipière Marianne Vos se trouve dans le peloton et a les meilleures chances de victoire en cas de sprint, Annemiek van Vleuten laisse à Tatiana Antoshina l'essentiel des relais. Elles arrivent à deux et la Néerlandaise s'impose facilement. Derrière Marianne Vos règle le peloton,.

## Classements

### Classement final
| \| Classement général \| Classement général \| Classement général \| Classement général \| Classement général \| \| Coureuse \| Coureuse \| Pays \| Équipe \| Temps \| \| ------------------ \| -------------------- \| ------------------ \| ------------------------------- \| ------------------ \| \| 1re \| Annemiek van Vleuten \| Pays-Bas \| Nederland Bloeit \| 3 h 36 min 03 s \| \| 2e \| Tatiana Antoshina \| Russie \| Gauss \| + 1 s \| \| 3e \| Marianne Vos \| Pays-Bas \| Nederland Bloeit \| + 10 s \| \| 4e \| Emma Johansson \| Suède \| Hitec Products-UCK \| + 10 s \| \| 5e \| Judith Arndt \| Allemagne \| HTC-Highroad Women \| + 10 s \| \| 6e \| Joëlle Numainville \| Canada \| Tibco-To the Top \| + 10 s \| \| 7e \| Grace Verbeke \| Belgique \| Topsport Vlaanderen 2012-Ridley \| + 10 s \| \| 8e \| Ludivine Henrion \| Belgique \| Lotto Honda \| + 10 s \| \| 9e \| Noemi Cantele \| Italie \| Garmin-Cervélo \| + 10 s \| \| 10e \| Emma Pooley \| Royaume-Uni \| Garmin-Cervélo \| + 10 s \| |                      |             |                                 |                 |
| |                      |             |                                 |                 |
| Source : Cycling Quotient |                      |             |                                 |                 |
| Classement général |                      |             |                                 |                 |
| Coureuse | Coureuse             | Pays        | Équipe                          | Temps           |
| 1re | Annemiek van Vleuten | Pays-Bas    | Nederland Bloeit                | 3 h 36 min 03 s |
| 2e | Tatiana Antoshina    | Russie      | Gauss                           | + 1 s           |
| 3e | Marianne Vos         | Pays-Bas    | Nederland Bloeit                | + 10 s          |
| 4e | Emma Johansson       | Suède       | Hitec Products-UCK              | + 10 s          |
| 5e | Judith Arndt         | Allemagne   | HTC-Highroad Women              | + 10 s          |
| 6e | Joëlle Numainville   | Canada      | Tibco-To the Top                | + 10 s          |
| 7e | Grace Verbeke        | Belgique    | Topsport Vlaanderen 2012-Ridley | + 10 s          |
| 8e | Ludivine Henrion     | Belgique    | Lotto Honda                     | + 10 s          |
| 9e | Noemi Cantele        | Italie      | Garmin-Cervélo                  | + 10 s          |
| 10e | Emma Pooley          | Royaume-Uni | Garmin-Cervélo                  | + 10 s          |

### Points attribués
| Position           | 1er | 2e | 3e | 4e | 5e | 6e | 7e | 8e | 9e | 10e | 11e | 12e | 13e | 14e | 15e |
| Classement général | 100 | 70 | 40 | 30 | 25 | 20 | 15 | 10 | 9  | 8   | 7   | 6   | 5   | 4   | 3   |

## Liste des participantes
| Légende | Légende                                                                    | Légende | Légende                                                    |
| ------- | -------------------------------------------------------------------------- | ------- | ---------------------------------------------------------- |
| Num     | Dossard de départ porté par le coureur sur ce Tour des Flandres            | Pos     | Position à l'arrivée de la course                          |
|         | Indique un maillot de champion national ou mondial, suivi de sa spécialité | NP      | Indique un coureur qui n'a pas pris le départ de la course |
| AB      | Indique un coureur qui n'a pas terminé la course                           | HD      | Indique un coureur qui a terminé la course hors des délais |

| Topsport Vlaanderen 2012-Ridley VLL | Topsport Vlaanderen 2012-Ridley VLL | Topsport Vlaanderen 2012-Ridley VLL |
| ----------------------------------- | ----------------------------------- | ----------------------------------- |
| Num                                 | Coureuse                            | Pos                                 |
| 1                                   | Grace Verbeke (BEL)                 | 7e                                  |
| 2                                   | Liesbet De Vocht (BEL) (route)      | 60e                                 |
| 3                                   | Sjoukje Dufoer (BEL)                | 25e                                 |
| 4                                   | Ine Beyen (BEL)                     | 46e                                 |
| 5                                   | Lieselot Decroix (BEL)              | 23e                                 |
| 6                                   | Annelies Van Doorslaer (BEL)        | 59e                                 |

| HTC-Highroad Women TCW | HTC-Highroad Women TCW         | HTC-Highroad Women TCW |
| ---------------------- | ------------------------------ | ---------------------- |
| Num                    | Coureuse                       | Pos                    |
| 11                     | Judith Arndt (GER)             | 5e                     |
| 12                     | Ina-Yoko Teutenberg (GER)      | 13e                    |
| 13                     | Adrie Visser (NED)             | 21e                    |
| 14                     | Emilia Fahlin (SWE)            | 33e                    |
| 15                     | Charlotte Becker (GER) (route) | 82e                    |
| 16                     | Ellen van Dijk (NED)           | HD                     |

| Nederland Bloeit NLB | Nederland Bloeit NLB         | Nederland Bloeit NLB |
| -------------------- | ---------------------------- | -------------------- |
| Num                  | Coureuse                     | Pos                  |
| 21                   | Janneke Busser Kanis (NED)   | 39e                  |
| 22                   | Sarah Düster (GER)           | 12e                  |
| 23                   | Loes Gunnewijk (NED) (route) | 26e                  |
| 24                   | Emma Trott (GBR)             | AB                   |
| 25                   | Annemiek van Vleuten (NED)   | 1re                  |
| 26                   | Marianne Vos (NED)           | 3e                   |

| AA Drink-Leontien.nl LNL | AA Drink-Leontien.nl LNL  | AA Drink-Leontien.nl LNL |
| ------------------------ | ------------------------- | ------------------------ |
| Num                      | Coureuse                  | Pos                      |
| 31                       | Kirsten Wild (NED)        | 17e                      |
| 32                       | Trixi Worrack (GER)       | 22e                      |
| 33                       | Chantal Blaak (NED)       | 24e                      |
| 34                       | Marijn de Vries (NED)     | 55e                      |
| 35                       | Irene van den Broek (NED) | 83e                      |
| 36                       | Lucinda Brand (NED)       | HD                       |

| Garmin-Cervélo CWT | Garmin-Cervélo CWT          | Garmin-Cervélo CWT |
| ------------------ | --------------------------- | ------------------ |
| Num                | Coureuse                    | Pos                |
| 41                 | Emma Pooley (GBR) (route)   | 10e                |
| 42                 | Noemi Cantele (ITA)         | 9e                 |
| 43                 | Lucy Martin (GBR)           | 38e                |
| 44                 | Trine Schmidt (DEN)         | 49e                |
| 45                 | Alexis Rhodes (AUS) (route) | 61e                |
| 46                 | Iris Slappendel (NED)       | AB                 |

| Diadora-Pasta Zara DPZ | Diadora-Pasta Zara DPZ  | Diadora-Pasta Zara DPZ |
| ---------------------- | ----------------------- | ---------------------- |
| Num                    | Coureuse                | Pos                    |
| 51                     | Olga Zabelinskaïa (RUS) | 11e                    |
| 52                     | Shelley Olds (USA)      | 15e                    |
| 53                     | Alona Andruk (UKR)      | 68e                    |
| 54                     | Amber Pierce (USA)      | 69e                    |
| 55                     | Claudia Häusler (GER)   | 87e                    |
| 56                     | Eleonora Patuzzo (ITA)  | HD                     |

| Hitec Products-UCK HPU | Hitec Products-UCK HPU            | Hitec Products-UCK HPU |
| ---------------------- | --------------------------------- | ---------------------- |
| Num                    | Coureuse                          | Pos                    |
| 61                     | Emma Johansson (SWE) (route)      | 4e                     |
| 62                     | Sara Mustonen (SWE)               | 45e                    |
| 63                     | Lise Hafsø Nøstvold (NOR) (route) | 47e                    |
| 64                     | Marie Voreland (NOR)              | 88e                    |
| 65                     | Tone Hatteland Lima (NOR)         | HD                     |
| 66                     | Cecilie Johansen (NOR)            | HD                     |

| Colavita Forno d'Asolo FCL | Colavita Forno d'Asolo FCL     | Colavita Forno d'Asolo FCL |
| -------------------------- | ------------------------------ | -------------------------- |
| Num                        | Coureuse                       | Pos                        |
| 71                         | Giorgia Bronzini (ITA) (route) | 79e                        |
| 72                         | Alessandra D'Ettorre (ITA)     | 86e                        |
| 73                         | Barbara Guarischi (ITA)        | HD                         |
| 74                         | Modesta Vžesniauskaitė (LTU)   | HD                         |
| 75                         | Tetyana Riabchenko (UKR)       | AB                         |
| 76                         | Rosane Kirch (BRA)             | AB                         |

| Gauss GAU | Gauss GAU                       | Gauss GAU |
| --------- | ------------------------------- | --------- |
| Num       | Coureuse                        | Pos       |
| 81        | Tatiana Antoshina (RUS) (route) | 2e        |
| 82        | Julia Martisova (RUS)           | 29e       |
| 83        | Alessandra Borchi (ITA)         | 56e       |
| 84        | Susanna Zorzi (ITA)             | 63e       |
| 85        | Luisa Tamanini (ITA)            | 80e       |
| 86        | Christel Ferrier-Bruneau (FRA)  | HD        |

| Lotto Honda LHT | Lotto Honda LHT          | Lotto Honda LHT |
| --------------- | ------------------------ | --------------- |
| Num             | Coureuse                 | Pos             |
| 91              | Rochelle Gilmore (AUS)   | AB              |
| 91              | Catherine Delfosse (BEL) | 51e             |
| 93              | Laure Werner (BEL)       | 36e             |
| 94              | Ludivine Henrion (BEL)   | 8e              |
| 95              | Kim Schoonbaert (BEL)    | AB              |
| 96              | Vicki Whitelaw (AUS)     | AB              |

| Vaiano Solaristech VAI | Vaiano Solaristech VAI      | Vaiano Solaristech VAI |
| ---------------------- | --------------------------- | ---------------------- |
| Num                    | Coureuse                    | Pos                    |
| 101                    | Rasa Leleivytė (LTU)        | 40e                    |
| 102                    | Kataržina Sosna (LTU)       | AB                     |
| 103                    | Eleonora Spaliviero (ITA)   | AB                     |
| 104                    | Valentina Bastianelli (ITA) | AB                     |
| 105                    | Simona Martini (ITA)        | AB                     |
| 106                    | Irene Falorni (ITA)         | AB                     |

| MCipollini-Giordana MCG | MCipollini-Giordana MCG       | MCipollini-Giordana MCG |
| ----------------------- | ----------------------------- | ----------------------- |
| Num                     | Coureuse                      | Pos                     |
| 111                     | Monia Baccaille (ITA) (route) | 16e                     |
| 112                     | Marta Bastianelli (ITA)       | 76e                     |
| 113                     | Tatiana Guderzo (ITA)         | 81e                     |
| 114                     | Jennifer Hohl (SUI)           | HD                      |
| 115                     | Yulia Blindyuk (RUS)          | HD                      |
| 116                     | Rossella Callovi (ITA)        | HD                      |

| Tibco-To the Top TIB | Tibco-To the Top TIB             | Tibco-To the Top TIB |
| -------------------- | -------------------------------- | -------------------- |
| Num                  | Coureuse                         | Pos                  |
| 121                  | Joëlle Numainville (CAN) (route) | 6e                   |
| 122                  | Emma Mackie (AUS)                | 43e                  |
| 123                  | Joanne Kiesanowski (NZL)         | 62e                  |
| 124                  | Serena Sheridan (NZL)            | 65e                  |
| 125                  | Kendall Ryan (USA)               | 85e                  |
| 126                  | Megan Guarnier (USA)             | AB                   |

| Dolmans Landscaping DLT | Dolmans Landscaping DLT  | Dolmans Landscaping DLT |
| ----------------------- | ------------------------ | ----------------------- |
| Num                     | Coureuse                 | Pos                     |
| 131                     | Martine Bras (NED)       | 14e                     |
| 132                     | Laura van der Kamp (NED) | 41e                     |
| 133                     | Petra Dijkman (NED)      | HD                      |
| 134                     | Alie Gercama (NED)       | HD                      |
| 135                     | Nina Kessler (NED)       | HD                      |
| 136                     | Winanda Spoor (NED)      | HD                      |

| SC Michela Fanini Rox MIC | SC Michela Fanini Rox MIC         | SC Michela Fanini Rox MIC |
| ------------------------- | --------------------------------- | ------------------------- |
| Num                       | Coureuse                          | Pos                       |
| 141                       | Małgorzata Jasińska (POL) (route) | 27e                       |
| 142                       | Nina Ovcharenko (UKR) (route)     | 58e                       |
| 143                       | Verónica Leal (MEX) (route)       | 75e                       |
| 144                       | Martina Růžičková (CZE)           | 78e                       |
| 145                       | Oksana Kashchyna (UKR)            | HD                        |
| 146                       | Michal Ella (ISR)                 | AB                        |

| Vienne Futuroscope FUT | Vienne Futuroscope FUT  | Vienne Futuroscope FUT |
| ---------------------- | ----------------------- | ---------------------- |
| Num                    | Coureuse                | Pos                    |
| 151                    | Sophie Creux (FRA)      | 48e                    |
| 152                    | Karol-Ann Canuel (CAN)  | 66e                    |
| 153                    | Audrey Cordon (FRA)     | 67e                    |
| 154                    | Edwige Pitel (FRA)      | 74e                    |
| 155                    | Gabriela Slámová (CZE)  | HD                     |
| 156                    | Emmanuelle Merlot (FRA) | AB                     |

| Top Girls-Fassa Bortolo TOG | Top Girls-Fassa Bortolo TOG | Top Girls-Fassa Bortolo TOG |
| --------------------------- | --------------------------- | --------------------------- |
| Num                         | Coureuse                    | Pos                         |
| 161                         | Elena Berlato (ITA)         | 19e                         |
| 162                         | Elisa Longo Borghini (ITA)  | 52e                         |
| 163                         | Bridie O'Donnell (AUS)      | 73e                         |
| 164                         | Gloria Presti (ITA)         | HD                          |
| 165                         | Simona Frapporti (ITA)      | HD                          |
| 166                         | Jennifer Fiori (ITA)        | AB                          |

| Abus Nutrixxion NXX | Abus Nutrixxion NXX            | Abus Nutrixxion NXX |
| ------------------- | ------------------------------ | ------------------- |
| Num                 | Coureuse                       | Pos                 |
| 171                 | Marie Lindberg (SWE)           | 28e                 |
| 172                 | Nathalie Lamborelle (LUX)      | 35e                 |
| 173                 | Anna-Bianca Schnitzmeier (GER) | 53e                 |
| 174                 | Maria Grandt Petersen          | 64e                 |
| 175                 | Katherine Bates (AUS)          | AB                  |

| Alriksson-Go:Green AGG | Alriksson-Go:Green AGG   | Alriksson-Go:Green AGG |
| ---------------------- | ------------------------ | ---------------------- |
| Num                    | Coureuse                 | Pos                    |
| 181                    | Madelene Olsson (SWE)    | 30e                    |
| 182                    | Isabelle Söderberg (SWE) | 34e                    |
| 183                    | Jessica Kihlbom (SWE)    | HD                     |
| 184                    | Monica Holler (SWE)      | AB                     |
| 185                    | Linnea Sjöblom (SWE)     | AB                     |
| 186                    | Linn Torp (NOR)          | AB                     |

| Kleo Ladies KLT | Kleo Ladies KLT          | Kleo Ladies KLT |
| --------------- | ------------------------ | --------------- |
| Num             | Coureuse                 | Pos             |
| 191             | Annalisa Cucinotta (ITA) | HD              |
| 192             | Chiara Nadalutti (ITA)   | HD              |
| 193             | Chiara Bortolus (ITA)    | HD              |
| 194             | Francesca Tognali (ITA)  | HD              |
| 195             | Andrea Graus (AUT)       | AB              |
| 196             | Martina Corazza (ITA)    | AB              |

| GSD Gestion ESG | GSD Gestion ESG                 | GSD Gestion ESG |
| --------------- | ------------------------------- | --------------- |
| Num             | Coureuse                        | Pos             |
| 201             | Fabienne Schaus (LUX)           | HD              |
| 202             | Christine Majerus (LUX) (route) | 18e             |
| 203             | Nathalie Cadol (FRA)            | AB              |
| 204             | Monique Ludovicy (LUX)          | AB              |
| 205             | Mireille Robin (FRA)            | AB              |
| 206             | Lina-Kristin Schink (GER)       | AB              |

| Kuota Speed Kueens KSK | Kuota Speed Kueens KSK   | Kuota Speed Kueens KSK |
| ---------------------- | ------------------------ | ---------------------- |
| Num                    | Coureuse                 | Pos                    |
| 211                    | Bianca Purath (GER)      | 70e                    |
| 212                    | Daniela Pintarelli (AUT) | 84e                    |
| 213                    | Lisa Pleyer (AUT)        | HD                     |
| 214                    | Claudia Schlager (AUT)   | AB                     |
| 215                    | Romy Kasper (GER)        | AB                     |
| 216                    | Bernadette Schober (AUT) | AB                     |

| Bizkaia-Durango BPD | Bizkaia-Durango BPD         | Bizkaia-Durango BPD |
| ------------------- | --------------------------- | ------------------- |
| Num                 | Coureuse                    | Pos                 |
| 221                 | Davina Summers (AUS)        | 44e                 |
| 222                 | Polona Batagelj (SLO)       | HD                  |
| 223                 | Cristina Alcalde (ESP)      | AB                  |
| 224                 | Ariadna Tudel Cuberes (AND) | AB                  |
| 225                 | Rocío Loureda (ESP)         | AB                  |

| Pays-Bas NED | Pays-Bas NED     | Pays-Bas NED |
| ------------ | ---------------- | ------------ |
| Num          | Coureuse         | Pos          |
| 231          | Andrea Bosman    | 32e          |
| 232          | Roxane Knetemann | 42e          |
| 233          | Marit Huisman    | 54e          |
| 234          | Annelies Visser  | 57e          |
| 235          | Lotte van Hoek   | HD           |
| 236          | Amy Pieters      | AB           |

| Australie AUS | Australie AUS   | Australie AUS |
| ------------- | --------------- | ------------- |
| Num           | Coureuse        | Pos           |
| 241           | Ruth Corset     | 20e           |
| 242           | Shara Gillow    | 31e           |
| 243           | Lauren Kitchen  | 72e           |
| 244           | Alexandra Carle | 77e           |
| 245           | Amanda Spratt   | HD            |
| 246           | Rowena Fry      | AB            |

| Canada CAN | Canada CAN        | Canada CAN |
| ---------- | ----------------- | ---------- |
| Num        | Coureuse          | Pos        |
| 251        | Leah Kirchmann    | 37e        |
| 252        | Alison Testroete  | 50e        |
| 253        | Leah Guloien      | 71e        |
| 254        | Shoshauna Routley | AB         |
| 255        | Julia Garnet      | AB         |
| 256        | Anne-Marie Morin  | AB         |

| Danemark DEN | Danemark DEN                | Danemark DEN |
| ------------ | --------------------------- | ------------ |
| Num          | Coureuse                    | Pos          |
| 261          | Margriet Helena Kloppenburg | HD           |
| 262          | Julie Norman Leth           | HD           |
| 263          | Tina Nielsen                | HD           |
| 264          | Michelle Lauge Quaade       | HD           |
| 265          | Henriette Frederiksen       | HD           |

| Topsport Vlaanderen 2012-Ridley VLL | Topsport Vlaanderen 2012-Ridley VLL | Topsport Vlaanderen 2012-Ridley VLL |
| ----------------------------------- | ----------------------------------- | ----------------------------------- |
| Num                                 | Coureuse                            | Pos                                 |
| 1                                   | Grace Verbeke (BEL)                 | 7e                                  |
| 2                                   | Liesbet De Vocht (BEL) (route)      | 60e                                 |
| 3                                   | Sjoukje Dufoer (BEL)                | 25e                                 |
| 4                                   | Ine Beyen (BEL)                     | 46e                                 |
| 5                                   | Lieselot Decroix (BEL)              | 23e                                 |
| 6                                   | Annelies Van Doorslaer (BEL)        | 59e                                 |

| HTC-Highroad Women TCW | HTC-Highroad Women TCW         | HTC-Highroad Women TCW |
| ---------------------- | ------------------------------ | ---------------------- |
| Num                    | Coureuse                       | Pos                    |
| 11                     | Judith Arndt (GER)             | 5e                     |
| 12                     | Ina-Yoko Teutenberg (GER)      | 13e                    |
| 13                     | Adrie Visser (NED)             | 21e                    |
| 14                     | Emilia Fahlin (SWE)            | 33e                    |
| 15                     | Charlotte Becker (GER) (route) | 82e                    |
| 16                     | Ellen van Dijk (NED)           | HD                     |

| Nederland Bloeit NLB | Nederland Bloeit NLB         | Nederland Bloeit NLB |
| -------------------- | ---------------------------- | -------------------- |
| Num                  | Coureuse                     | Pos                  |
| 21                   | Janneke Busser Kanis (NED)   | 39e                  |
| 22                   | Sarah Düster (GER)           | 12e                  |
| 23                   | Loes Gunnewijk (NED) (route) | 26e                  |
| 24                   | Emma Trott (GBR)             | AB                   |
| 25                   | Annemiek van Vleuten (NED)   | 1re                  |
| 26                   | Marianne Vos (NED)           | 3e                   |

| AA Drink-Leontien.nl LNL | AA Drink-Leontien.nl LNL  | AA Drink-Leontien.nl LNL |
| ------------------------ | ------------------------- | ------------------------ |
| Num                      | Coureuse                  | Pos                      |
| 31                       | Kirsten Wild (NED)        | 17e                      |
| 32                       | Trixi Worrack (GER)       | 22e                      |
| 33                       | Chantal Blaak (NED)       | 24e                      |
| 34                       | Marijn de Vries (NED)     | 55e                      |
| 35                       | Irene van den Broek (NED) | 83e                      |
| 36                       | Lucinda Brand (NED)       | HD                       |

| Garmin-Cervélo CWT | Garmin-Cervélo CWT          | Garmin-Cervélo CWT |
| ------------------ | --------------------------- | ------------------ |
| Num                | Coureuse                    | Pos                |
| 41                 | Emma Pooley (GBR) (route)   | 10e                |
| 42                 | Noemi Cantele (ITA)         | 9e                 |
| 43                 | Lucy Martin (GBR)           | 38e                |
| 44                 | Trine Schmidt (DEN)         | 49e                |
| 45                 | Alexis Rhodes (AUS) (route) | 61e                |
| 46                 | Iris Slappendel (NED)       | AB                 |

| Diadora-Pasta Zara DPZ | Diadora-Pasta Zara DPZ  | Diadora-Pasta Zara DPZ |
| ---------------------- | ----------------------- | ---------------------- |
| Num                    | Coureuse                | Pos                    |
| 51                     | Olga Zabelinskaïa (RUS) | 11e                    |
| 52                     | Shelley Olds (USA)      | 15e                    |
| 53                     | Alona Andruk (UKR)      | 68e                    |
| 54                     | Amber Pierce (USA)      | 69e                    |
| 55                     | Claudia Häusler (GER)   | 87e                    |
| 56                     | Eleonora Patuzzo (ITA)  | HD                     |

| Hitec Products-UCK HPU | Hitec Products-UCK HPU            | Hitec Products-UCK HPU |
| ---------------------- | --------------------------------- | ---------------------- |
| Num                    | Coureuse                          | Pos                    |
| 61                     | Emma Johansson (SWE) (route)      | 4e                     |
| 62                     | Sara Mustonen (SWE)               | 45e                    |
| 63                     | Lise Hafsø Nøstvold (NOR) (route) | 47e                    |
| 64                     | Marie Voreland (NOR)              | 88e                    |
| 65                     | Tone Hatteland Lima (NOR)         | HD                     |
| 66                     | Cecilie Johansen (NOR)            | HD                     |

| Colavita Forno d'Asolo FCL | Colavita Forno d'Asolo FCL     | Colavita Forno d'Asolo FCL |
| -------------------------- | ------------------------------ | -------------------------- |
| Num                        | Coureuse                       | Pos                        |
| 71                         | Giorgia Bronzini (ITA) (route) | 79e                        |
| 72                         | Alessandra D'Ettorre (ITA)     | 86e                        |
| 73                         | Barbara Guarischi (ITA)        | HD                         |
| 74                         | Modesta Vžesniauskaitė (LTU)   | HD                         |
| 75                         | Tetyana Riabchenko (UKR)       | AB                         |
| 76                         | Rosane Kirch (BRA)             | AB                         |

| Gauss GAU | Gauss GAU                       | Gauss GAU |
| --------- | ------------------------------- | --------- |
| Num       | Coureuse                        | Pos       |
| 81        | Tatiana Antoshina (RUS) (route) | 2e        |
| 82        | Julia Martisova (RUS)           | 29e       |
| 83        | Alessandra Borchi (ITA)         | 56e       |
| 84        | Susanna Zorzi (ITA)             | 63e       |
| 85        | Luisa Tamanini (ITA)            | 80e       |
| 86        | Christel Ferrier-Bruneau (FRA)  | HD        |

| Lotto Honda LHT | Lotto Honda LHT          | Lotto Honda LHT |
| --------------- | ------------------------ | --------------- |
| Num             | Coureuse                 | Pos             |
| 91              | Rochelle Gilmore (AUS)   | AB              |
| 91              | Catherine Delfosse (BEL) | 51e             |
| 93              | Laure Werner (BEL)       | 36e             |
| 94              | Ludivine Henrion (BEL)   | 8e              |
| 95              | Kim Schoonbaert (BEL)    | AB              |
| 96              | Vicki Whitelaw (AUS)     | AB              |

| Vaiano Solaristech VAI | Vaiano Solaristech VAI      | Vaiano Solaristech VAI |
| ---------------------- | --------------------------- | ---------------------- |
| Num                    | Coureuse                    | Pos                    |
| 101                    | Rasa Leleivytė (LTU)        | 40e                    |
| 102                    | Kataržina Sosna (LTU)       | AB                     |
| 103                    | Eleonora Spaliviero (ITA)   | AB                     |
| 104                    | Valentina Bastianelli (ITA) | AB                     |
| 105                    | Simona Martini (ITA)        | AB                     |
| 106                    | Irene Falorni (ITA)         | AB                     |

| MCipollini-Giordana MCG | MCipollini-Giordana MCG       | MCipollini-Giordana MCG |
| ----------------------- | ----------------------------- | ----------------------- |
| Num                     | Coureuse                      | Pos                     |
| 111                     | Monia Baccaille (ITA) (route) | 16e                     |
| 112                     | Marta Bastianelli (ITA)       | 76e                     |
| 113                     | Tatiana Guderzo (ITA)         | 81e                     |
| 114                     | Jennifer Hohl (SUI)           | HD                      |
| 115                     | Yulia Blindyuk (RUS)          | HD                      |
| 116                     | Rossella Callovi (ITA)        | HD                      |

| Tibco-To the Top TIB | Tibco-To the Top TIB             | Tibco-To the Top TIB |
| -------------------- | -------------------------------- | -------------------- |
| Num                  | Coureuse                         | Pos                  |
| 121                  | Joëlle Numainville (CAN) (route) | 6e                   |
| 122                  | Emma Mackie (AUS)                | 43e                  |
| 123                  | Joanne Kiesanowski (NZL)         | 62e                  |
| 124                  | Serena Sheridan (NZL)            | 65e                  |
| 125                  | Kendall Ryan (USA)               | 85e                  |
| 126                  | Megan Guarnier (USA)             | AB                   |

| Dolmans Landscaping DLT | Dolmans Landscaping DLT  | Dolmans Landscaping DLT |
| ----------------------- | ------------------------ | ----------------------- |
| Num                     | Coureuse                 | Pos                     |
| 131                     | Martine Bras (NED)       | 14e                     |
| 132                     | Laura van der Kamp (NED) | 41e                     |
| 133                     | Petra Dijkman (NED)      | HD                      |
| 134                     | Alie Gercama (NED)       | HD                      |
| 135                     | Nina Kessler (NED)       | HD                      |
| 136                     | Winanda Spoor (NED)      | HD                      |

| SC Michela Fanini Rox MIC | SC Michela Fanini Rox MIC         | SC Michela Fanini Rox MIC |
| ------------------------- | --------------------------------- | ------------------------- |
| Num                       | Coureuse                          | Pos                       |
| 141                       | Małgorzata Jasińska (POL) (route) | 27e                       |
| 142                       | Nina Ovcharenko (UKR) (route)     | 58e                       |
| 143                       | Verónica Leal (MEX) (route)       | 75e                       |
| 144                       | Martina Růžičková (CZE)           | 78e                       |
| 145                       | Oksana Kashchyna (UKR)            | HD                        |
| 146                       | Michal Ella (ISR)                 | AB                        |

| Vienne Futuroscope FUT | Vienne Futuroscope FUT  | Vienne Futuroscope FUT |
| ---------------------- | ----------------------- | ---------------------- |
| Num                    | Coureuse                | Pos                    |
| 151                    | Sophie Creux (FRA)      | 48e                    |
| 152                    | Karol-Ann Canuel (CAN)  | 66e                    |
| 153                    | Audrey Cordon (FRA)     | 67e                    |
| 154                    | Edwige Pitel (FRA)      | 74e                    |
| 155                    | Gabriela Slámová (CZE)  | HD                     |
| 156                    | Emmanuelle Merlot (FRA) | AB                     |

| Top Girls-Fassa Bortolo TOG | Top Girls-Fassa Bortolo TOG | Top Girls-Fassa Bortolo TOG |
| --------------------------- | --------------------------- | --------------------------- |
| Num                         | Coureuse                    | Pos                         |
| 161                         | Elena Berlato (ITA)         | 19e                         |
| 162                         | Elisa Longo Borghini (ITA)  | 52e                         |
| 163                         | Bridie O'Donnell (AUS)      | 73e                         |
| 164                         | Gloria Presti (ITA)         | HD                          |
| 165                         | Simona Frapporti (ITA)      | HD                          |
| 166                         | Jennifer Fiori (ITA)        | AB                          |

| Abus Nutrixxion NXX | Abus Nutrixxion NXX            | Abus Nutrixxion NXX |
| ------------------- | ------------------------------ | ------------------- |
| Num                 | Coureuse                       | Pos                 |
| 171                 | Marie Lindberg (SWE)           | 28e                 |
| 172                 | Nathalie Lamborelle (LUX)      | 35e                 |
| 173                 | Anna-Bianca Schnitzmeier (GER) | 53e                 |
| 174                 | Maria Grandt Petersen          | 64e                 |
| 175                 | Katherine Bates (AUS)          | AB                  |

| Alriksson-Go:Green AGG | Alriksson-Go:Green AGG   | Alriksson-Go:Green AGG |
| ---------------------- | ------------------------ | ---------------------- |
| Num                    | Coureuse                 | Pos                    |
| 181                    | Madelene Olsson (SWE)    | 30e                    |
| 182                    | Isabelle Söderberg (SWE) | 34e                    |
| 183                    | Jessica Kihlbom (SWE)    | HD                     |
| 184                    | Monica Holler (SWE)      | AB                     |
| 185                    | Linnea Sjöblom (SWE)     | AB                     |
| 186                    | Linn Torp (NOR)          | AB                     |

| Kleo Ladies KLT | Kleo Ladies KLT          | Kleo Ladies KLT |
| --------------- | ------------------------ | --------------- |
| Num             | Coureuse                 | Pos             |
| 191             | Annalisa Cucinotta (ITA) | HD              |
| 192             | Chiara Nadalutti (ITA)   | HD              |
| 193             | Chiara Bortolus (ITA)    | HD              |
| 194             | Francesca Tognali (ITA)  | HD              |
| 195             | Andrea Graus (AUT)       | AB              |
| 196             | Martina Corazza (ITA)    | AB              |

| GSD Gestion ESG | GSD Gestion ESG                 | GSD Gestion ESG |
| --------------- | ------------------------------- | --------------- |
| Num             | Coureuse                        | Pos             |
| 201             | Fabienne Schaus (LUX)           | HD              |
| 202             | Christine Majerus (LUX) (route) | 18e             |
| 203             | Nathalie Cadol (FRA)            | AB              |
| 204             | Monique Ludovicy (LUX)          | AB              |
| 205             | Mireille Robin (FRA)            | AB              |
| 206             | Lina-Kristin Schink (GER)       | AB              |

| Kuota Speed Kueens KSK | Kuota Speed Kueens KSK   | Kuota Speed Kueens KSK |
| ---------------------- | ------------------------ | ---------------------- |
| Num                    | Coureuse                 | Pos                    |
| 211                    | Bianca Purath (GER)      | 70e                    |
| 212                    | Daniela Pintarelli (AUT) | 84e                    |
| 213                    | Lisa Pleyer (AUT)        | HD                     |
| 214                    | Claudia Schlager (AUT)   | AB                     |
| 215                    | Romy Kasper (GER)        | AB                     |
| 216                    | Bernadette Schober (AUT) | AB                     |

| Bizkaia-Durango BPD | Bizkaia-Durango BPD         | Bizkaia-Durango BPD |
| ------------------- | --------------------------- | ------------------- |
| Num                 | Coureuse                    | Pos                 |
| 221                 | Davina Summers (AUS)        | 44e                 |
| 222                 | Polona Batagelj (SLO)       | HD                  |
| 223                 | Cristina Alcalde (ESP)      | AB                  |
| 224                 | Ariadna Tudel Cuberes (AND) | AB                  |
| 225                 | Rocío Loureda (ESP)         | AB                  |

| Pays-Bas NED | Pays-Bas NED     | Pays-Bas NED |
| ------------ | ---------------- | ------------ |
| Num          | Coureuse         | Pos          |
| 231          | Andrea Bosman    | 32e          |
| 232          | Roxane Knetemann | 42e          |
| 233          | Marit Huisman    | 54e          |
| 234          | Annelies Visser  | 57e          |
| 235          | Lotte van Hoek   | HD           |
| 236          | Amy Pieters      | AB           |

| Australie AUS | Australie AUS   | Australie AUS |
| ------------- | --------------- | ------------- |
| Num           | Coureuse        | Pos           |
| 241           | Ruth Corset     | 20e           |
| 242           | Shara Gillow    | 31e           |
| 243           | Lauren Kitchen  | 72e           |
| 244           | Alexandra Carle | 77e           |
| 245           | Amanda Spratt   | HD            |
| 246           | Rowena Fry      | AB            |

| Canada CAN | Canada CAN        | Canada CAN |
| ---------- | ----------------- | ---------- |
| Num        | Coureuse          | Pos        |
| 251        | Leah Kirchmann    | 37e        |
| 252        | Alison Testroete  | 50e        |
| 253        | Leah Guloien      | 71e        |
| 254        | Shoshauna Routley | AB         |
| 255        | Julia Garnet      | AB         |
| 256        | Anne-Marie Morin  | AB         |

| Danemark DEN | Danemark DEN                | Danemark DEN |
| ------------ | --------------------------- | ------------ |
| Num          | Coureuse                    | Pos          |
| 261          | Margriet Helena Kloppenburg | HD           |
| 262          | Julie Norman Leth           | HD           |
| 263          | Tina Nielsen                | HD           |
| 264          | Michelle Lauge Quaade       | HD           |
| 265          | Henriette Frederiksen       | HD           |

Les dossards sont inconnus.